# Philippsthal (Werra)
Philippsthal (Werra) is een marktgemeente in de Duitse deelstaat Hessen, en maakt deel uit van de Landkreis Hersfeld-Rotenburg.
Philippsthal (Werra) telt 4.105 inwoners.
Alheim ·
Bad Hersfeld ·
Bebra ·
Breitenbach a. Herzberg ·
Cornberg ·
Friedewald ·
Hauneck ·
Haunetal ·
Heringen (Werra) ·
Hohenroda ·
Kirchheim ·
Ludwigsau ·
Nentershausen ·
Neuenstein ·
Niederaula ·
Philippsthal (Werra) ·
Ronshausen ·
Rotenburg an der Fulda ·
Schenklengsfeld ·
Wildeck